# 森永千才
森永 千才（もりなが ちとせ、1月8日 - ）は、日本の女性声優。神奈川県出身。tomorrow jam所属。

## 人物・来歴
2014年に『精霊使いの剣舞』の女生徒役でアニメデビュー。
2014年10月19日に放送された『ニノさん』に声優一年生として顔出し出演。
ハイトーンボイスであるが、番組内や事務所のサンプルボイスでは様々な声色を使い分けている。
年の離れた弟がいる。ベビーシッターの資格を持っており、出張保育の経験もある。学生時代にアメリカに住んでいたことがある。
好きなアニメにスクライドを挙げており、人生とまで称している。
2019年4月30日、自身のTwitterにてシグマ・セブンeからの退所を発表。フリー期間を経て、同年10月1日にステイラックへの所属を発表した。
2021年7月5日にYouTubeチャンネル｢森永千才｣を開設。同年同月14日に初配信をした。
2024年8月1日、自身のSNSで、同日付でのtomorrow jamへの移籍を発表。

## 出演
太字はメインキャラクター。

### テレビアニメ
2014年
- 精霊使いの剣舞（女生徒）
- selector spread WIXOSS（女子生徒）
- 四月は君の嘘（子供）
- グリザイアの果実（女生徒2）

2015年
- 探偵歌劇 ミルキィホームズ TD（ハーモニー〈白〉）
- 終わりのセラフ（文絵）
- ハロー!!きんいろモザイク（女子生徒A）
- 学戦都市アスタリスク（2015年 - 2016年、女子生徒、フローラ・クレム） - 2シリーズ
- 俺がお嬢様学校に「庶民サンプル」としてゲッツされた件（神領可憐）

2016年
- あんハピ♪（チモシー、狭山椿）
- ハイスクール・フリート（テア・クロイツェル）
- アイカツスターズ!（2016年 - 2018年、生徒、インタビュアー、マーライオンキャリー） - 2シリーズ
- リルリルフェアリル（なめこ、絵里、ハッピー）
- テイルズ オブ ゼスティリア ザ クロス（ガネット）
- NEW GAME!（2016年 - 2017年、阿波根うみこ） - 2シリーズ
- 斉木楠雄のΨ難（女性C）
- TRICKSTER -江戸川乱歩「少年探偵団」より-（遠藤美子）

2017年
- モンスターハンター ストーリーズ RIDE ON（アイルーA）
- 兄に付ける薬はない!-快把我哥帯走-（2017年 - 2020年、妙妙、受付、班長、レジのおばさん、万歳のママ、開心のママ 他） - 4シリーズ
- フレームアームズ・ガール（ぐりこ）
- 地獄少女 宵伽（先輩芸人）
- 異世界食堂（女性）
- URAHARA（白子）
- 3月のライオン（2017年 - 2018年、木村、女子生徒、女性1、生徒2、店員）

2018年
- デスマーチからはじまる異世界狂想曲（木精〈ドライアド〉）
- ソードアート・オンライン オルタナティブ ガンゲイル・オンライン（2018年 - 2024年、トーマ / ミラナ・シドロワ） - 2シリーズ
- 多田くんは恋をしない（来賓者）
- はたらく細胞（2018年 - 2021年、赤血球4、血小板4、造血幹細胞2、血小板3、赤血球9、血小板〈きょろちゃん〉 他） - 2シリーズ
- ソラとウミのアイダ（マーチャン）
- とある魔術の禁書目録III（手塩恵未）

2019年
- ぱすてるメモリーズ（ねじれウサギ）
- グリムノーツ The Animation（若い女B、子供B、ツヴェルク）
- RobiHachi（娘）
- ナカノヒトゲノム【実況中】（パカメラ）
- 魔入りました!入間くん（2019年 - 2023年、ガー子、ミキィ、緑髪男の子） - 3シリーズ
- 俺を好きなのはお前だけかよ（女子生徒）

2020年
- はなかっぱ（西園寺廉）
- 地縛少年花子くん（2020年 - 2025年、もっけB） - 3シリーズ
- それいけ!アンパンマン（男の子）
- 遊☆戯☆王SEVENS（2020年 - 2022年、ヌードル宇宙子、フィンガー地下子、スイーツ過去子、フラッシュ海深子、ハイヤー幽霊子、コンボイ佐川）
- ゾゾゾ ゾンビーくん（ハコノスケ）
- ヒーリングっど♥プリキュア（エミリー）
- 恋とプロデューサー〜EVOL×LOVE〜（案内ロボット）

2021年
- フルーツバスケット（女子生徒）
- ドラゴン、家を買う。（コカトリス）
- iiiあいすくりん（2021年 - 2022年、ちっち） - 2シリーズ
- Deep Insanity THE LOST CHILD（CMマスコット、ナディア、英語アナウンス〈女性〉）
- 進化の実〜知らないうちに勝ち組人生〜（2021年 - 2023年、レイヤ・ファルザー） - 2シリーズ

2022年
- デート・ア・ライブIV（高城弘貴）
- シャドーハウス
- 神クズ☆アイドル（新規ファン）
- 遊☆戯☆王ゴーラッシュ!!（2022年 - 2024年、ヴィーナス・ガニ子、ヴィーナス・ガニ美、コンボイ佐川、ヌードル宇宙子、フィンガー地下子、ヴィーナス・ガニ江 他）
- 聖剣伝説 Legend of Mana -The Teardrop Crystal-（草人）
- ポプテピピック　TVアニメーション作品第ニシリーズ（宇宙人・白ハゲB、ペンギン）

2023年
- Buddy Daddies（パンピー）
- ノケモノたちの夜（モリー）
- 久保さんは僕を許さない（女子生徒A）
- 痛いのは嫌なので防御力に極振りしたいと思います。2（ハク、炎帝ノ国ギルド員）
- うる星やつら (2022)（2022年 - 2023年、じんじゃあ）- 2シリーズ
- アリス・ギア・アイギス Expansion（神宮寺真理、萬場盟華）
- 実は俺、最強でした?（魔法少女、キュアッキュア、ギガン）
- 放課後少年花子くん（2023年 - 2024年、もっけB、ドアマンB〈もっけB〉） - 2シリーズ
- とあるおっさんのVRMMO活動記（運営、ピカーシャ）

2024年
- 戦国妖狐（カラス）
- ヴァンパイア男子寮（マリアン、女の子）
- Unnamed Memory（2024年 - 2025年、ナーク） - 2シリーズ
- 真夜中ぱんチ（オーディション荒らし）
- 神之塔 -Tower of God- 王子の帰還
- ハイガクラ（漢雪梨）
- 妖怪学校の先生はじめました!（2024年 - 2025年、マシュマロ）

2025年
- サラリーマンが異世界に行ったら四天王になった話（オルル）
- 中禅寺先生物怪講義録 先生が謎を解いてしまうから。（石榴）
- アポカリプスホテル（こどもタヌキ星人3、クルクル宇宙人）
- プリンセッション・オーケストラ（ドドメさん）
- ネクロノミ子のコズミックホラーショウ（インスマス）
- ぷにるはかわいいスライム（異世界ゴブリン）

### 劇場アニメ
2015年
- ラブライブ!The School Idol Movie

2019年
- 名探偵コナン 紺青の拳（エレベーター音声）

2020年
- 劇場版 ハイスクール・フリート（テア・クロイツェル）

2021年
- 竜とそばかすの姫
- 劇場版マクロスΔ 絶対LIVE!!!!!!
- 劇場版 抱かれたい男1位に脅されています。〜スペイン編〜（観客）
- 宇宙戦艦ヤマト2205 新たなる旅立ち（キャロライン雷電、リーザ・スケルジ）
- ARIA The BENEDIZIONE（客D）

2023年
- らくだい魔女 フウカと闇の魔女（マリアンヌ）

2024年
- ヤマトよ永遠に REBEL3199（キャロライン雷電）

### OVA
- ノゾ×キミ（2014年、部員C[61])※コミックス第5巻OVA付き限定版
- OVA ハイスクール・フリート（2017年、テア・クロイツェル）

### Webアニメ
- 爆丸アーマードアライアンス（2021年、ブランカ）
- ブルーアーカイブ 1.5周年記念ショートアニメーション（2022年、河和シズコ）
- 兄に付ける薬はない!-快把我哥帯走-（第5期）（2022年、妙妙）
- BULLET/BULLET（2025年、プチ[62]）

### ゲーム
2015年
- 限界凸起 モエロクリスタル（風神）
- トイズドライブ（立原唯、宿世川ゆきの、リンディ・由利）
- 夏色ハイスクル★青春白書（桜宮ありす）
- 封印勇者（飛兎竜文の獣使・リフィ、サモンプロフェッサー・イリヤ）
- ゆるっと麻雀（バーネット・ウル・ウンディーナ）
- レーシング娘。（真瀬ラッファエッラ）

2016年
- 俺に働けって言われても 酉（ハルティニア・コルドウタ）
- クイズRPG 魔法使いと黒猫のウィズ（ティアライザー＝コピシュ）
- 白猫プロジェクト（レナ・ロスベルク）
- 征戦!エクスカリバー（ラファエル、サマー・ユニコ）
- グリムノーツ（ジョルジュ・サンド、かぐや姫、ツヴェルク）

2017年
- ガールズ&パンツァー 戦車道大作戦！（阿波根うみこ）
- 天華百剣 -斬-（陸奥守吉行）
- NEW GAME! -THE CHALLENGE STAGE!-（阿波根うみこ）
- ぱすてるメモリーズ（ねじれウサギ）
- モン娘☆は〜れむ（ショコラーテ）
- World of Warships（テア・クロイツェル）
- 幻獣契約クリプトラクト（2017年 - 2022年、ノンナ、アルテラ、リンドウ）

2018年
- アリス・ギア・アイギス（2018年 - 2024年、神宮寺真理、萬場盟華）
- きららファンタジア（2018年 - 2022年、阿波根うみこ、狭山椿、リシュカ）
- プレカトゥスの天秤（アルン・レッシュ）
- Fate/Grand Order（2018年 - 2022年、ブラダマンテ） - 2作品
- ダイダロス:ジ・アウェイクニング・オブ・ゴールデンジャズ（オリビア）

2019年
- ハイスクール・フリート 艦隊バトルでピンチ!（テア・クロイツェル）
- メリーガーランド（デガス）
- SAMURAI SPIRITS（色）
- 共闘ことばRPG コトダマン（フスマカラ）
- 東方キャノンボール（依神紫苑）
- 異世界で始める偉人大戦争 〜陣取りしてみませんか〜（色）

2020年
- 蒼藍の誓い ブルーオース（瑞鶴、グラーフ・ツェッペリン）
- エコーズオブパンドラ（コメット、T29重戦機）
- ビッグバッドモンスターズ（ショコラ）

2021年
- ブルーアーカイブ -Blue Archive-（2021年 - 2023年、河和シズコ）
- モンスターハンターストーリーズ2 〜破滅の翼〜
- 君は雪間に希う（こまめ）
- Gate of Nightmares（ローニャ）
- グランサガ（モロ）

2022年
- レゴ スター・ウォーズ:スカイウォーカー・サーガ
- ビートリフレ（もみじ）

2023年
- takt op. 運命は真紅き旋律の街を（四季・夏）
- 遊戯王 デュエルリンクス（ヌードル宇宙子）

2024年
- アウタープレーン（イオータ）
- 護縁（ソサ・ヨナ）

2025年
- モンスターハンターワイルズ
- モンスターストライク（メリタック）

### 吹き替え

#### 映画
- トランスフォーマー/ビースト覚醒（2023年[94]）

#### ドラマ
- 孫悟空の遊勇伝
- ラブアイランドUSA 水着で恋するフィジー編（2021年、キャロライン・“キャロ”・フィーヴェク[95]）

#### アニメ
- ラッテと魔法の水の石
- ザ・ボーイズ:ダイアボリカル（2022年、アレオラ）
- 星つなぎのエリオ（2025年、ミラ大使[96]）

### ドラマCD
- TVアニメ「NEW GAME!」ドラマCD（2016年、阿波根うみこ[97]）
- 「1年A組のモンスター」6巻ドラマCD付き特装版（2021年、万里茉莉）
- ドラマCD「アリス・ギア・アイギス 〜水着にまつわるエトセトラ〜」（2022年、神宮寺真理[98]）

### デジタルコミック
- サラリーマン金太郎（2014年）[61]
- ピーチガール（2014年）[61]
- シャドウニュート（2020年、MMデバイス音声[99]、マーシャ[100]）
- 夢中の食卓（2020年、チビコ[101]）

### ラジオ
※はインターネット配信。
- 森永千才のradioclub.jp（2018年、かつしかFM）[102][103]
- ぱすてるメモリーズらじお 〜さあ、ウイルスちゃんたち、やっておしまい!〜（2018年 - 2019年、音泉※）[104]

### テレビ
- ニノさん（2014年、日本テレビ）[105]
- アニメ女子 おうちカフェ部（2015年、AT-X） - ナレーション[65]
- 拝啓!ガリレオ様（2015年、フジテレビ） - ナレーション[65]
- アイドル×戦士ミラクルちゅーんず!（2017年、テレビ東京） - ソプラの声[106]
- ＜Connects LOVE!＞中山優馬×ジャニーズJr. @YUMA HOUSE（2022年3月-、BSJapanext） - ナレーション

### インターネットテレビ
- AKB48リクエストアワー セットリストベスト1035（2015年、YouTubeチャンネル「AKB48 Official Channel!」） - ナレーション[65]
- もりちゃれ（2016年8月31日 - 10月18日[注 1]、YouTubeチャンネル「animate Times」）[107]
- ぱすメモちゃんねる!（2017年12月 - 2018年12月、YouTube・音泉）[108]

### その他コンテンツ
- 東京ゲームショウVR 2022「VIRTUAL BOAT RIDE PARK」（2022年、空間ナレーション・360°動画ボートレース体験ナレーション〈英語〉[109]）

## ディスコグラフィ

### キャラクターソング
| 発売日        | タイトル                                                                          | 歌                                                                 | 楽曲                           | 備考                                                                                 |
| ------------- | --------------------------------------------------------------------------------- | ------------------------------------------------------------------ | ------------------------------ | ------------------------------------------------------------------------------------ |
| 2016年6月29日 | あんハピ♪ キャラクターソングシリーズ2 ぼたん&チモシー                             | チモシー（森永千才）                                               | 「ミチノチモシーキミノキモチ」 | テレビアニメ『あんハピ♪』関連曲                                                      |
| 2017年2月24日 | NEW GAME! キャラクターソングCD Lv.6                                               | 阿波根うみこ（森永千才）                                           | 「いとしかなし月日よ」         | テレビアニメ『NEW GAME!』関連曲                                                      |
| 2017年9月27日 | VOCAL STAGE 3                                                                     | 桜ねね（朝日奈丸佳）、阿波根うみこ（森永千才）                     | 「BUG! BUG! SURVIVAL!」        | テレビアニメ『NEW GAME!!』関連曲                                                     |
| 2018年8月29日 | ソードアート・オンライン オルタナティブ ガンゲイル・オンライン BD・DVD第3巻特典CD | SHINC                                                              | 「FIGHT」                      | テレビアニメ『ソードアート・オンライン オルタナティブ ガンゲイル・オンライン』関連曲 |
| 2021年7月21日 | 百華繚乱 参                                                                       | 大天狗正家（石上静香）、典厩割（佐伯伊織）、陸奥守吉行（森永千才） | 「海恋華」                     | ゲーム『天華百剣 -斬-』関連曲                                                        |